# Symphonie no 1 de Walton
Pour les articles homonymes, voir Symphonie no 1.
La Symphonie no 1 en si bémol mineur est une symphonie de jeunesse de William Walton. Composée en 1934 sans le finale, rajouté en 1935, elle comporte quatre mouvements. Dédiée à la baronne Imma von Doernberg, elle a été créée à Londres le 6 novembre 1935 par Hamilton Harty à la tête du BBC Symphony Orchestra. Il s'agit de la première de ses deux symphonies.

## Genèse
C'est une commande de Hamilton Harty, chef du Hallé Orchestra datant de 1932. La genèse fut difficile, perturbée par une vie amoureuse instable. L'écriture des trois premiers mouvements s'étale entre 1932 et 1934 et il en fait jouer une première version, sans finale, en novembre 1934. 
L'accueil de la version finale fut enthousiaste mais Walton attend près d'un quart de siècle avant de revenir au genre avec sa seconde et dernière symphonie.

## Structure
1. Allegro assai
2. Scherzo: Presto con malizia
3. Andante con malinconia
4. Maestoso - Allegro brioso ed ardemente- Vivacissimo - Maestoso

La durée d'exécution est d'environ quarante minutes.

## Instrumentation
| Instrumentation de la Symphonie nº 1                                 |
| Cordes                                                               |
| premiers violons, seconds violons, altos, violoncelles, contrebasses |
| Bois                                                                 |
| 2 flûtes, 2 hautbois, 2 clarinettes, 2 bassons                       |
| Cuivres                                                              |
| 4 cors, 3 trompettes, 3 trombones, 1 tuba                            |
| Percussions                                                          |
| timbales (2 timbaliers), caisse claire, cymbales, tam-tam            |